# Kratt

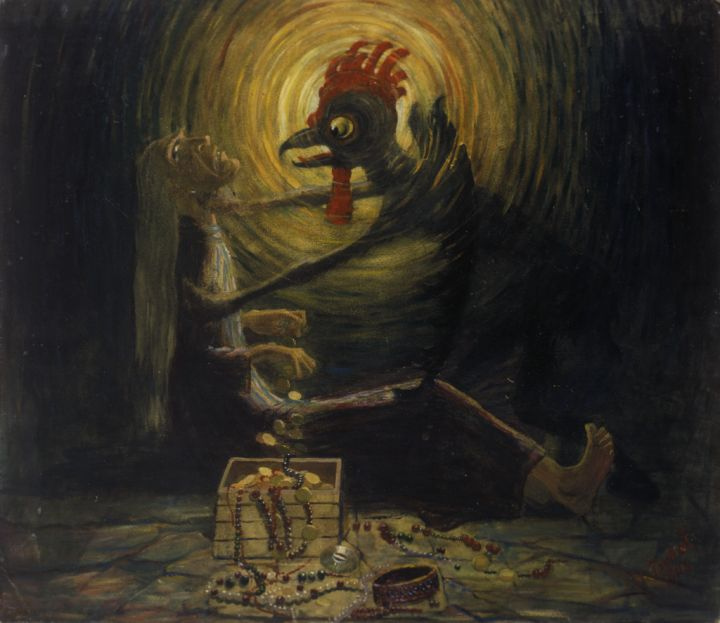
Alexander Promets Kratt

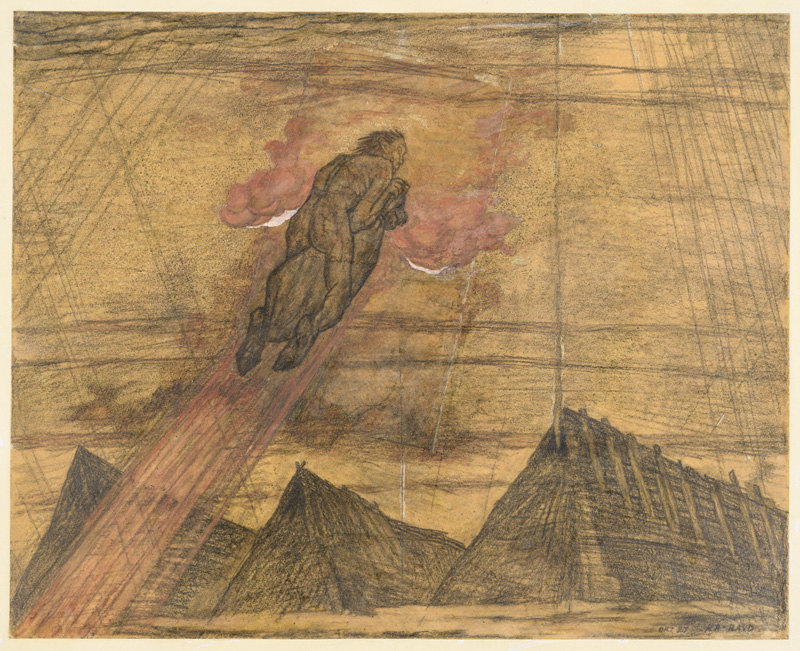
Schets van een vliegende Kratt

Een Kratt is een fictief wezen uit de Estse mythologie. 
Een Kratt is vaak samengesteld uit meerdere balen hooi of oude huishoudelijke voorwerpen en wordt tot leven gewekt als iemand drie druppels bloed aan de duivel geeft. Als een Kratt tot leven komt moet het alle taken uitvoeren die zijn eigenaar van hem vraagt. Als een Kratt geen taken meer heeft, gaat hij zich tegen zijn eigenaar keren. Een Kratt kan vernietigd worden door hem een onmogelijke taak te geven, dit leidt tot een spontane zelfontbranding van de Kratt.

## In fictie
- Een schilderij van de Kratt uit 1906 van de Estse schilder Alexander Promet zit in de permanente collectie van het Kumu.
- In 1939 bracht de Estse componist Eduard Tubin het ballet Kratt uit. Het muziekstuk zit vol verwijzingen naar de Estse volkmuziek.
- In 2000 bracht de Estse auteur Andrus Kivirähk het boek Rehepapp Ek November met veel verwijzingen naar de Estse volksverhalen en waarin de Kratt een prominente rol speelt.
- In 2017 kwam de film November uit, gebaseerd op het bovengenoemde boek van Kivirähk. De pop die ze gebruikte voor de Kratt zit nu de collectie van het Nationaal Museum van Estland in Tartu.
- In 2020 kwam er een Estse horrorfilm genaamd Kratt uit waarin een groep kinderen een Kratt maken.